# 高野功 (ジャーナリスト)
高野 功（たかの いさお、1943年 - 1979年3月7日）は日本のジャーナリスト。兵庫県神戸市生まれ、宮城県川崎町出身。

## 概要
1962年3月に宮城県立工業高等学校卒業。東京都港区の安立電気に入社。同年10月に日本共産党に入党。1964年から1965年にかけて日韓条約反対や原子力潜水艦寄港反対の集会に参加。1967年に日本共産党から選考され、ベトナム戦争中のベトナムハノイにあるハノイ総合大学（現:ハノイ国家大学）ベトナム科へ留学。1971年にハノイ総合大学を卒業し、日本に帰国。
1973年に日本共産党の代表部員としてハノイに赴任。1975年4月にベトナム戦争が終結し、サイゴン（現:ホーチミン市）へ視察に訪れた日本共産党代表団に通訳として随行した。同年12月に日本に帰国。
1978年2月に赤旗ハノイ特派員としてベトナムに赴任。1979年1月にカンボジア・ベトナム戦争終結後にカンボジアプノンペンに入り、クメール・ルージュによる大量虐殺を取材した。同年2月からベトナムで中越戦争を取材し、同年3月5日に中国がベトナム撤兵を表明する中で国境の町であるランソンに訪れるも、3月7日に中国人民解放軍に自動小銃で頭を撃ち抜かれて死亡。享年35歳。
同年3月13日にハノイ国際クラブでベトナムジャーナリスト協会とベトナム日本友好協会の主催による告別式が行われた。日本側は宮本太郎日本共産党ハノイ駐在代表・赤旗支局長が弔辞を述べた。同年3月20日に青山斎場で日本共産党による党葬が行われた。野坂参三議長、宮本顕治委員長ら約700人が参列し、不破哲三書記局長が弔辞を述べた。